# مارسيو ريتشارد
مارسيو ريتشارد (بالبرتغالية: Marcio Richardes de Andrade‏) (30 نوفمبر 1981 في بلدية أندرادينا في البرازيل – )؛ هو لاعب كرة قدم سابق كان يلعب كلاعب وسط.

## وصلات خارجية
- مارسيو ريتشارد على موقع رابطة كرة القدم اليابانية للمحترفين (اليابانية)
- مارسيو ريتشارد على موقع قاعدة بيانات كرة القدم.إي يو (الإنجليزية)
- مارسيو ريتشارد على موقع Soccerway.com (الإنجليزية)
- مارسيو ريتشارد على موقع عالم كرة القدم.نت (الإنجليزية)